# Iłgi
Iłgi (Jezioro Iłgi) – śródleśne, płytkie, muliste jezioro, zaklasyfikowana jako linowo-szczupakowe, leżące między jeziorami Gil Wielki i Drwęckim. Jezioro przepływowe, w zachodniej części wpływa rzeka Iłga, niosąca wody z jeziora Gil Wielki, we wschodniej części wypływ rzeki Iłgi, płynącej do samborowskiej części Jeziora Drwęckiego. W południowej części do jeziora wpadają trzy małe strumienie. Długość linii brzegowej wynosi 3150 m.
Jezioro wchodzi w skład rezerwatu przyrody o nazwie Rezerwat przyrody Jezioro Iłgi.